# 確率・統計
確率・統計（かくりつ・とうけい）は，1982年（昭和57年）度から施行された高等学校学習指導要領において，確率に関する基本的な概念や法則についての理解を深めるとともに，確率分布の概念を理解させ，統計的な見方・考え方に関する能力を伸ばすことを目的とした数学の科目の一つである。1989年（平成元年）の指導要領改訂に伴い廃止された（1994年（平成6年）度の第1学年から廃止）。指導要領に示された内容は次のとおりである。

## 目標
確率に関する基本的な概念や法則についての理解を深めるとともに，確率分布の概念を理解させ，統計的な見方・考え方に関する能力を伸ばす．

## 内容
(1)　資料の整理
 
ア　変量の分布
 
イ　代表値と散布度
 
［用語・記号］分散，標準偏差，Σ
(2)　場合の数
 
ア　順列・組合せ
 
イ　二項定理
 
［用語・記号］nPr，nCr，階乗，n!
(3)　確率
 
ア　確率とその基本的な法則
 
イ　独立な試行と確率
 
ウ　条件つき確率
 
［用語・記号］余事象，排反，独立，従属
(4)　確率分布
 
ア　確率変数とその確率分布
 
イ　二項分布，正規分布
 
［用語・記号］期待値
(5)　統計的な推測
 
ア　母集団と標本
 
イ　統計的な推測の考え
 
［用語・記号］推定，検定

## 内容の取扱い
内容の(5)については，具体例を通して統計的な推測の考え方を理解させる程度とする．

## 当時の履修状況及び現行課程との関連
大学共通一次試験(以下、共通一次)や大学入試センター試験(以下、センター試験)では数学IIが受験科目であり、本稿の内容の中では場合の数・確率・確率分布の一部だけが出題されていた。1982年版指導要領のもとでは、旧課程履修者への移行措置として1986年入試までは正式に統計分野が除外されていたが、移行措置終了後も結局出題されなかった。二次試験でも「確率・統計」は全く出題されないか共通一次・センター試験と同じ範囲となることが多かった。統計分野の出題は一部の医科大学に限られていた。こうした傾向を受けて、文系では先述の内容のみを履修する傾向があった。理系であっても二次試験で出題される場合の数・確率・確率分布のみを履修する学校が大半であり、統計分野の履修は行わないところがほとんどであった。これを受けて、「確率・統計」廃止後は、センター試験の範囲ともいえる場合の数・確率・確率分布までを文系も履修することの多い「数学A」｢数学B｣(旧課程では「数学A」｢数学C｣、旧々課程では「数学I」「数学B」)の正式な範囲とした。
こうしたこともあって、本稿の内容は現行課程(2012年度から施行)においても「数学I」「数学A｣「数学B｣でそれぞれ履修することになっており、独立した科目とはなっていない。現行課程ではデータの分析（資料の整理から名称変更）が数学I、場合の数と確率が数学A、確率分布と統計的な推測が数学Bで扱われる。
医学部の入試においては統計の分野の出題も見られた。統計学は医学を修める上で重要な内容だからである。